# Anatoli Guéker
Anatoli Ilich Guéker (ruso: Анатолий Ильич Геккер) nacido el 25 de agosto de 1888 en Tiflis, Gobernación de Tiflis, actual Georgia, y ejecutado el 1 de julio de 1937) fue un militar del Ejército Rojo que participó en la Guerra Civil Rusa, y alcanzó el generalato con el grado de Komkor.
Guéker nació en una familia de médicos militares en Tiflis, Georgia. Se gradúa en la Escuela Militar de Vladimir, en San Petersburgo el año 1909, y brevemente estudió en la Academia de Estado Mayor en 1917.
Durante la Primera Guerra Mundial se unió a los bolcheviques y al Ejército rojo en 1917. Ostentó puestos de mando en varios frentes durante la Guerra Civil Rusa, y de marzo a agosto de 1920 fue el jefe de Estado Mayor de las Fuerzas de Interior de la RSFS de Rusia.
De septiembre de 1920 a mayo de 1921, mandó el 11.º Ejército que instauró el poder bolchevique en Azerbaiyán, Armenia y Georgia.
Es nombrado agregado militar en Turquía en 1929. En 1933 fue transferido al Estado Mayor del Ejército Rojo, y ascendido a Komkor en 1935
Fue ejecutado durante la Gran Purga en el año 1937, siendo rehabilitado en 1956.